# Zły książę
Zły książę (duń. Den onde Fyrste) – baśń literacka autorstwa Hansa Christiana Andersena, wydana po raz pierwszy w 1840 roku.
Autor opatrzył baśń podtytułem: „Baśń. Według przekazu ustnego”.

## Publikacja
Baśń literacka Zły książę autorstwa Hansa Christiana Andersena została po raz pierwszy opublikowana przez wydawnictwo Andr. Fred. Høst & Søn w Kopenhadze w październiku 1840 roku na łamach periodyku „Salonen” (Tom 1, Numer 1, str. 29–31). Utwór wznawiano za życia pisarza w latach 1868 oraz 1870.

## Polskie przekłady
Andersenowski Zły książę był szereg razy tłumaczony na język polski z języka niemieckiego:
- 1905 – Zły książę: Bajki. Lwów. Brak numerów stron w książce
- 1905 – Książę żelazny: Wanda Młodnicka (tłum.): Wybój bajek Andersena. Lwów. Brak numerów stron w książce
- 1931 – Zły książę: Stefania Beylin (tłum.): Baśnie. Warszawa. Brak numerów stron w książce
- 1938 – Zły książę: Marceli Tarnowski (tłum.): Bajki. Warszawa. Brak numerów stron w książce
- 1938 – O dumnym księciu: Adam Przemski (tłum.): Bajki. Kraków. Brak numerów stron w książce
- 1946 – Zły król: Czesław Kędzierski (tłum.): Bajki. Poznań. Brak numerów stron w książce
- 2006 – Zły książę: Bogusława Sochańska (tłum.): Baśnie i opowieści. Tom I 1830–1850. Poznań. s. 234–235. ISBN 978-83-7278-194-9. (z oryginału duńskiego)

## Fabuła
Pewien zły i pyszny książę pragnie zdobyć cały świat. Prowadzi wojny ogniem i mieczem, paląc domy i niszcząc plony. Matki ukrywają się z dziećmi, ale żołnierze je odnajdują i znęcają się nad nimi. Władca uważa, że wszystko idzie zgodnie z planem, bo rośnie jego potęga. Zdobywa bogactwa i gromadzi je w swojej stolicy, jakiej nie ma nigdzie indziej. Buduje wspaniałe pałace i kościoły, a ludzie podziwiają jego wielkość. Nie myśli o cierpieniu, które przynosi podbijanym narodom. Wciąż chce więcej, pragnie być potężniejszy niż ktokolwiek. Pokonuje wszystkich sąsiadów i zmusza królów do bycia swymi niewolnikami. Każe ustawiać swoje posągi na placach i w świątyniach. Gdy kapłani odmawiają, książę postanawia pokonać nawet Boga. Buduje latający okręt z bronią i tysiącem luf.
Lecąc ku górze, widzi ziemię coraz mniejszą i wreszcie ukrytą w chmurach. Bóg wysyła anioła, któremu kule księcia nie są w stanie nic zrobić. Tylko z jednego draśnięcia spada na statek księcia kropla anielskiej krwi. Wpija się w statek, ciążąc jak tysiąc cetnarów. Skrzydła orłów się łamią, a książę spada wraz z okrętem do lasu. Książę nie ginie, ale jego duma pozostaje nietknięta. Przez siedem lat przygotowuje nowe okręty, chcąc znów zaatakować niebo. Jednak Bóg wysyła tylko jeden rój komarów, a jeden z nich doprowadza księcia do szaleństwa. Co za haniebny koniec na oczach własnego żołdactwa?